# 高雄市立岡山醫院
高雄市立岡山醫院（英語：Gangshan Hospital of Kaohsiung City）位於高雄市岡山區，前身為縣立岡山醫院，因長期經營不善，縣政府需每年編列龐大預算補助醫療人事費用。1997年縣長余政憲連任當選後，將公立醫院招標委外經營，2000年經由秀傳醫療體系招標取得岡山醫院經營權，開啟公辦民營之企業合作關係。主要提供急、門診服務。總病床數59床。

## 秀傳體系資訊
所屬機構
- 彰化秀傳紀念醫院：彰化市中山路一段五四二號
- 彰濱秀傳紀念醫院：彰化縣鹿港鎮鹿工路6號
- 台南市立醫院：台南市東區崇德路 670 號
- 台北秀傳醫院：台北市光復南路116巷1號
- 竹山秀傳醫院：南投縣竹山鎮集山路二段75號
- 高雄市立岡山醫院：高雄市岡山區壽天路12號
- 高雄秀傳紀念醫院：高雄市路竹區中山南路、北嶺六路口

策略聯盟
- 田中仁和醫院：彰化縣田中鎮中州路一段157號
- 員林何醫院：員林市民族街33號

## 外部連結
- 高雄市立岡山醫院 （页面存档备份，存于）